# Nånting måste gå sönder
Nånting måste gå sönder är en svensk dramafilm från 2014 i regi av Ester Martin Bergsmark. Filmen bygger på Eli Levéns roman Du är rötterna som sover vid mina fötter och håller jorden på plats från 2010 och i rollerna ses bland andra Saga Becker, Iggy Malmborg och Shima Niavarani.

## Handling
Sebastian och Andreas träffas i Vitabergsparken på Södermalm i Stockholm. De inleder ett passionerat förhållande, men Andreas har svårigheter med att acceptera och stå för sin kärlek till en transkvinna. De drömmer om att resa bort tillsammans samtidigt som Sebastian känner den självsäkra kvinnan Ellie växa sig allt starkare inom sig.

## Rollista
- Saga Becker – Sebastian/Ellie
- Iggy Malmborg – Andreas
- Shima Niavarani – Lea
- David Nzinga – Abdi
- Mattias Åhlén – Mattias

## Om filmen
Filmen producerades av Anna-Maria Kantarius för Garagefilm International AB med produktionsstöd av Stiftelsen Svenska Filminstitutet. Manus skrevs av Levén tillsammans med Bergsmark och filmen fotades av Lisabi Fridell och Minka Jakerson. Den klipptes av Bergsmark, Andreas Nilsson och Marlene Billie Andreasen och scenograf var Elin Magnusson. Filmen premiärvisades den 24 januari 2014 som invigningsfilm på Göteborgs filmfestival, där den är nominerad till priset Dragon Award för bästa nordiska film. Den är tänkt att ha biopremiär den 28 mars 2014.
I en intervju med Göteborgs-Posten sade Bergsmark att närheten till karaktärerna är viktig i filmen, att tittaren "lär känna huvudpersonerna: de båda älskarna på glid." Bergsmark kallar filmen "ett drama, fast med starka bilder" och benämner den vidare som "mänsklig och fysisk, väldigt levande". I samma intervju beskriver Bergsmark Nånting måste gå sönder som inte lika "drömmig" som den föregående produktionen, Pojktanten.